# Colibrí de cua metàl·lica escatós
El colibrí de cua metàl·lica escatós (Metallura aeneocauda) és una espècie d'ocell de la família dels troquílids (Trochilidae) que habita la selva humida i matolls dels Andes.

## Subespècies i distribució
- M. a. aeneocauda (Gould, 1846). Del sud-est del Perú i nord-oest de Bolívia.
- M. a. malagae von Berlepsch, 1897. Del centre de Bolívia.